# Beskæftigelsesindsatsen i Danmark
Beskæftigelsesindsatsen i Danmark dækker over et antal metoder, midler og mekanismer med henblik på at bringe personer uden beskæftigelse i beskæftigelse.

## Beskæftigelseslovgivning i Danmark
Der er et antal love på beskæftigelsesområdet, der påvirker indsatsen mere eller mindre direkte. Her nævnes de vigtigste.

### Aktiv beskæftigelsesindsats
bekendtgørelse Arkiveret 19. august 2013 hos  Wayback Machine
§ 6. Der er følgende målgrupper i denne lov:
1) Personer, som modtager dagpenge efter lov om arbejdsløshedsforsikring m.v.
2) Jobparate personer, som er fyldt 30 år, og jobparate personer under 30 år med en erhvervskompetencegivende uddannelse, som modtager kontanthjælp eller overgangsydelse efter lov om aktiv socialpolitik, og som ikke er omfattet af introduktionsprogrammet efter integrationsloven.
3) Aktivitetsparate personer, som er fyldt 30 år, og aktivitetsparate personer under 30 år med en erhvervskompetencegivende uddannelse, som modtager kontanthjælp eller overgangsydelse efter lov om aktiv socialpolitik, og som ikke er omfattet af introduktionsprogrammet efter integrationsloven.
4) Uddannelsesparate personer under 30 år uden en erhvervskompetencegivende uddannelse, som modtager uddannelseshjælp eller overgangsydelse efter lov om aktiv socialpolitik, og som ikke er omfattet af introduktionsprogrammet efter integrationsloven.
5) Aktivitetsparate personer under 30 år uden en erhvervskompetencegivende uddannelse, som modtager uddannelseshjælp eller overgangsydelse efter lov om aktiv socialpolitik, og som ikke er omfattet af introduktionsprogrammet efter integrationsloven.
6) Personer, der modtager sygedagpenge efter lov om sygedagpenge.
7) Personer i jobafklaringsforløb efter kapitel 18.
8) Personer i ressourceforløb efter kapitel 19.
9) Personer, der er visiteret til fleksjob eller er visiteret til tilbud om støtte i form af tilskud til selvstændig virksomhed på grund af en varigt og væsentligt nedsat arbejdsevne efter kapitel 20, bortset fra fleksjobvisiterede omfattet af nr. 10.
10) Personer i revalideringsforløb efter kapitel 21 bortset fra personer i forrevalidering omfattet af nr. 6.
11) Personer, der modtager førtidspension efter lov om social pension eller efter lov om højeste, mellemste, forhøjet almindelig og almindelig førtidspension m.v.
12) Selvforsørgende, der ikke er i beskæftigelse og ikke opfylder betingelserne for at modtage offentlig hjælp til forsørgelse, herunder dagpenge efter lov om arbejdsløshedsforsikring m.v., forsørgelsesydelser efter lov om aktiv socialpolitik eller su efter SU-loven, og personer, der ikke kan få tilbud efter integrationsloven.
13) Unge under 18 år med behov for en uddannelses- og beskæftigelsesfremmende indsats.
§ 7. Loven omfatter tillige beskæftigede personer, der kan få en indsats efter reglerne i § 97, stk. 3, om den regionale uddannelsespulje, afsnit VII om indsatsen over for beskæftigede m.v. og afsnit VIII om understøttelse af indsatsen.

### Aktiv socialpolitik
Lov om aktiv socialpolitik Arkiveret 19. august 2013 hos  Wayback Machine Denne lov dækker bl.a. det økonomiske sikkerhedsnet, dvs. kontanthjælp osv.

### Ansvar for beskæftigelsesindsats
Lov om ansvaret for og styringen af den aktive beskæftigelsesindsats
Det er bl.a. her, jobcentrene bliver nævnt første gang.

### Offentlighedsloven
Offentlighedsloven behandler bl.a. notatpligt (at sagsbehandleren skal dokumentere sagen) og aktindsigt (at borgeren har ret til at se dokumenter om sin sag).

### Forvaltningsloven
Denne lov behandler bl.a. inhabilitet (at en sagsbehandler fx ikke må behandle sin ægtefælles sag), aktindsigt, partshøring (pligten til at sikre, at borgeren er tilstrækkeligt orienteret), tavshedspligt (hvem må få hvad at vide om hvem)

### Lov om retssikkerhed
Denne "Lov om retssikkerhed og administration på det sociale område" behandler bl.a. oplysningspligt (at alle relevante oplysninger skal indhentes, før en sag kan afgøres) og klageregler.

### Andre relevante love
- Jobrotation
- Kontaktforløb
- Voksenlærlinge
- Register

### God forvaltningsskik
Udover hvad der står i love og regler, er der også nogle mere eller mindre uskrevne regler Arkiveret 23. maj 2010 hos  Wayback Machine, der i almindelighed følges. Det er bl.a. forslag om at være høflig overfor borgeren.

## Institutioner inden for beskæftigelsesindsatsen i Danmark
Nogle institutioner har meget stort fokus på beskæftigelsesindsatsen. Her nævnes de vigtigste.

### Kommunen
Hver kommune har bl.a. til opgave at tage varetage driften jobcentrene. 

### Anden aktør
En anden aktør er et privat firma, som AF/kommune kan uddelegere opgaver til. Det er ikke alle opgaver, og ikke alt ansvar, der kan overdrages til en anden aktør – således kan den endelige godkendelse af en jobplan ikke finde sted her.

### A-kasser
A-kassernes område lapper over med de allerede nævnte institutioner, og der er derfor klar afgrænsning, så det i de vigtigste situationer altid vides, hvem der har ansvar for hvad. Således udbetaler a-kasserne dagpenge, men ikke kontanthjælp.

### Jobcenter
Fra 2007 flyttede de daværende AF-kontorer sammen med kommunernes hidtidige målgrupper i såkaldte jobcentre. Dermed ophørte AF med at eksistere. De personer, der tidligere var ansat af hhv. kommune og stat, vil fortsat være dette, have hver sin chef, og have adskilt økonomi.
Noget af begrundelsen for at foretage denne ændring var, at der ikke er nogen god grund til at have to på alle måder adskilte systemer, og at borgeren kan komme i klemme: man kan ikke bruge forskellen dagpenge/kontanthjælp til at afgøre, om borgeren har bedst gavn af AF's eller kommunens tilbud. Ændringen vil også medføre, at borgeren får sine penge ét sted (a-kasse, eller en anden afdeling af kommunen), og diskuterer jobsøgning et andet sted (jobcentret).

## IT-systemer i beskæftigelsesindsatsen i Danmark
Nogle IT-systemer knytter sig meget tæt til beskæftigelsesindsatsen, og specielt til lovgivningen, i det visse ulovlige handlinger heller ikke er mulige i systemerne.
Her nævnes de vigtigste.

### jobnet.dk
Både arbejdssøgende og virksomheder kan benytte sig af jobnet.dk. Den grundlæggende funktion er, at man kan lægge information ind, der beskriver en selv, og hvad man søger, hhv. CV'er og jobannoncer.
Det Digitale Registreringsværktøj (DRV) benyttes til at dokumentere samtalen. Her kan sagsbehandleren bl.a. udfylde op til 5 felter: Faglige og praktiske kvalifikationer, Økonomi og netværk, Eget arbejdsmarkedsperspektiv, Personlige kompetencer og Helbred. Formålet med alle felterne er at belyse: hvor er det næste job? Således er helbred kun relevant at diskutere, hvis der er helbredsproblemer, der ikke gør det muligt at søge de oplagte job. – Herefter udfyldes bl.a. feltet match-kategori, et tal mellem 1 og 5. 1 står for, at man er umiddelbart klar til at gå tilbage på arbejdsmarkedet – fx fordi man har en eftertragtet uddannelse. 5 står for ingen match – dette kan fx være pensions-ansøgeren, der endnu ikke har fået svar. – Endelig er der et felt, hvor borgeren kan få skrevet sine egne kommentarer til samtalen, specielt ved uenighed med sagsbehandleren.
Der er desuden også to andre værktøjer, til analyse, og til person-opslag.

### jobindsats.dk
Denne hjemmeside tillader, at den enkelte institution kan måle på sin egen indsats – fx kan et AF-kontor måle hvor mange personer i en bestemt gruppe der er aktiveret, og sammenligne dette tal med det tilsvarende på landsplan.

### Administrative systemer
Kommunerne anvender det såkaldte "Kommunernes Ydelsessystem" (KY) og Kommunernes Sygedagpengesystem (KSD) til udbetaling af forsørgelsesydelser. Kommunerne anvender sagsbehandlingssystemer efter valgfri leverandør. Det kan være Schulzt Fasit eller KMD's Momentum.

### Schultz lovguide
Dette firma udbyder en mere praksisnær udgave af lovstoffet. Således er lovene suppleret med guides, der vejleder i konkrete tilfælde. Fx kan der være en guide, der behandler "Indsatte i kriminalforsorgens institutioner".

## Redskaber overfor borgeren i beskæftigelsesindsatsen i Danmark
Når sagsbehandleren og borgeren mødes, er der et antal redskaber, der kan tages i brug:
- CV-samtale: Dette møde gennemføres med det formål, at borgeren indenfor den første ledigheds-måned kan have et godkendt CV,
- Kontakt-samtale: Disse samtaler gennemføres vejledende hver gang, tre måneders ledighed er forløbet – men de kan ske tiere, hvis borgeren vurderes at have gavn af dette.
- Erhvervsvejledning: Her kan man blive orienteret om, hvor der er mulighed for at få job – evt. i tide til, at man kan vælge en uddannelse, der passer til det forventede behov.
- Jobformidling: Her bliver der skabt en kontakt mellem en arbejdsgiver og en arbejdssøgende.
- Tilmelding/framelding: Ved begyndelsen af ledighedsperioden, skal man tilmeldes – i dag hos sit lokale Jobcenter. Ved beskæftigelse i mere end 14 dage, skal man afmeldes. I visse situationer bliver man automatisk afmeldt – fx hvis man er sygemeldt mere end 14 dage, eller hvis ens CV ikke er blevet passet i mere end 3 måneder.
- Aktivering/jobplan: En aktiveringsperiode starter med at der bliver lavet en jobplan, der beskriver hvad der skal ske, og hvorfor.

Aktivering kan opdeles i 3 kategorier.
Job med løntilskud er en ordning, hvor man bliver ansat i en virksomhed, fx i 6 måneder. Man får sin løn af virksomheden, der til gengæld får et tilskud, der dækker noget af denne løn. Hvis virksomheden er privat, får man overenskomstmæssig løn. Hvis virksomheden er offentlig, tjener man det samme, som hvis man var fortsat på sin tidligere forsørgelse – til gengæld bliver timetallet reguleret, så timelønnen følger reglerne.
Virksomhedspraktik er en ordning, hvor man max. 4 uger besøger en virksomhed. Formålet er at finde ud af, om man passer til denne type erhverv, eller måske mere konkret netop denne virksomhed. Under praktikken får man aktiveringsydelse.
Vejledning og opkvalificering er forskellige aktiviteter, der gør en klogere – enten på ens muligheder, eller via uddannelse på et bestemt fag. Her får man også aktiveringsydelse. – De fleste har også ret til 6 ugers selvvalgt uddannelse i starten af ledighedsperioden. Her kan man vælge en uddannelse, uden at skulle gå via en jobplan, og dermed skal uddannelsen ikke godkendes. – Forløb på 14 dage eller mindre (fx et jobsøgningskursus) behøver heller ikke komme med i en jobplan, og modregnes heller ikke de 6 uger.
Afhængig af bl.a. hvor længe man har været ledig, og hvor gammel man er, kan man komme ind i en periode, hvor der er ret og pligt til aktivering. Pligten består i, at borgeren skal starte i et aktiverings-forløb. Retten består i, at man kan bede om at komme i et aktiverings-forløb – dvs., der skal være et forløb, man kan deltage i.

### Mentor
Nogle har behov for en mentor, der kan støtte en, i ens nye job. Dette er som udgangspunkt en kollega, der noget af tiden arbejder som mentor, og i denne periode får et løntilskud.

### Revalidering
Dette tilbud kan gives, hvis man pga. fysiske, psykiske eller sociale begrænsninger i arbejdsevnen kan have behov for fx uddannelse, for at komme tilbage til arbejdsmarkedet.

### Fleksjob
Hvis man har varige begrænsninger i arbejdsevnen (kan fx ikke længere arbejde 37 timer om ugen, uanset jobbet), men man på den anden side ikke er berettiget til pension, kan et fleksjob være løsningen. Her får virksomheden et løntilskud, og til gengæld behøver man så ikke arbejde på fuld kraft – kan fx arbejde på nedsat tid.

### Skånejob
Dette et tilbud til folk, der er på førtidspension.

### Ressource-profil
I forbindelse med visse afgørelser (såsom godkendelse af en pensions-sag) skal der fremstilles en ressource-profil. En sådan belyser hvilke arbejdsrelaterede ressourcer og barrierer borgeren har på 5 områder:
- Faglige og praktiske kvalifikationer (uddannelse, arbejdsmarkedserfaring, interesser)
- Økonomi og netværk (bolig og økonomi, sociale netværk)
- Eget arbejdsmarkedsperspektiv (arbejdsrelevante ønsker, præstationsforventninger, arbejdsidentitet)
- Personlige kompetencer (sociale kompetencer, omstillingsevne, indlæringsevne)
- Helbred

### Kommunikation
Endelig skal det ikke glemmes, at kommunikation er et vigtigt redskab, når forventningerne mellem sagsbehandler og borger skal afstemmes.

## Registrering af borgeren i beskæftigelsesindsatsen i Danmark
Den ledige borger bliver registreret på et antal punkter. Nogle af disse punkter registreres, for at beskæftigelsesindsatsen kan målrettes bedre. Fx er der en vis forventning om, at en 19-årig ikke får samme behandling som en 40-årig.

### Rådighed/ferie/sygdom
Sagsbehandleren kan bl.a. slå efter, om en borger i øjeblikket regnes for at stå til rådighed, om vedkommende er syg, eller holder ferie.

### Andre faktorer
Der er desuden et antal andre oplysninger, der påvirker præcis hvilken status man har, udover at være ledig: alder, sprog, a-kasse, erfaring, handicap, civilstand, statsborgerskab, uddannelse (og om dette er en uddannelse, der er efterspørgsel på), og personlige/sociale kompetencer.

### Forsørgelse
Forsørgelsen er med til at afgøre, hvilke tilbud man i øvrigt kan få. Der er disse muligheder:
- dagpenge
- løntilskud
- kontanthjælp
- sygedagpenge
- førtidspension
- ledighedsydelse
- SVU, VEUG (AER)

## Virksomheders særlige forhold i dansk beskæftigelsespolitik
I forhold til en ledig, er der visse faktorer ved en virksomhed, det er specielt vigtigt at lægge mærke til.

### Privat/offentlig
Specielt når der er tale om job med løntilskud, spiller det en stor rolle om virksomheden er privat eller offentlig. For borgeren kan det betyde en forskel den udbetalte løn. For virksomheden kan det betyde en forskel mht. en jobbet kan oprettes, og hvor længe det kan blive ved med at være en lønstilskuds-stilling.

### Kultur
I nogle forbindelser kan kulturforskelle spille så stor en rolle, at det er umuligt at parre en arbejdsgiver og en arbejdstager sammen, der i øvrigt passer perfekt til hinanden. En kulturforskel kan fx være: hvor vigtige er tidspunkter? Er det vigtigt at møde til tiden om morgenen? Eller at komme til mødet på det aftalte tidspunkt?
Typisk betragtes virksomhedens kultur som konstant i denne sammenhæng, hvorimod arbejdstagerens holdninger kan bearbejdes. Der findes dog også eksempler på det modsatte.